# 露峰街道
露峰街道，是中华人民共和国河南省平顶山市鲁山县下辖的一个乡镇级行政单位。

## 行政区划
露峰街道下辖以下地区：
曙光社区、东关社区、下洼社区、上洼社区、叶茂社区、后营社区和新华社区。